# American Journal of Physical Anthropology
American Journal of Physical Anthropology é um jornal científico revisado por pares e o jornal oficial da Associação Americana de Antropólogos Físicos. Foi criado em 1918 por Aleš Hrdlička (Museu Nacional dos EUA, hoje Museu Nacional de História Natural da Smithsonian Institution).
A revista cobre o campo da antropologia física, uma disciplina que Hrdlička definiu na primeira edição como "o estudo da anatomia racial, fisiologia e patologia". O Instituto Wistar de Anatomia e Biologia foi o editor original. Antes de lançar a publicação, havia poucos veículos nos Estados Unidos para publicar trabalhos científicos em antropologia física. Os cientistas que esperavam aprender mais sobre descobertas recentes muitas vezes tiveram que esperar vários meses ou até anos antes de se tornarem disponíveis em bibliotecas em todo o país. Além de suas edições mensais, a associação também publica dois suplementos, o (Yearbook of Physical Anthropology) Anuário de Antropologia Física e um suplemento para reuniões.

## História
Nos séculos XIX e XX, a antropologia estava inserida em um ambiente maior de racismo e eugenia científicos. Hrdlička colocou o proeminente eugenista Charles Davenport no conselho editorial da revista e usou sua conexão com Madison Grant para obter financiamento para seu novo jornal. Hrdlička suspeitava profundamente de genética e estatística; nem mesmo desvios-padrão foram permitidos em seu diário durante seus 24 anos como editor-chefe. Após sua morte, o diário continuou como o órgão da Associação Americana de Antropólogos Físicos, que Hrdlička havia fundado em 1930.

## Foco moderno
Como o campo da antropologia física, a revista cresceu e se desenvolveu em áreas de pesquisa muito além de suas origens. Publica pesquisas em áreas como paleontologia humana, osteologia, anatomia, biologia, genética, primatologia e ciência forense.
Em 2009, a revista foi selecionada pela Associação Especial de Bibliotecas como uma das 10 principais revistas mais influentes do século nas áreas de biologia e medicina, juntamente com o American Journal of Botany, British Medical Journal, Journal of Paleontology, Journal of a American Medical Association, Journal of Zoology, Nature, New England Journal of Medicine, Anais da Academia Nacional de Ciências e Ciência . De acordo com o Journal Citation Reports, seu fator de impacto para 2011 é 2.824, ocupando o 6º lugar em 79 na categoria "Antropologia"  e 23º em 45 na categoria "Biologia Evolutiva". Além disso, a revista obteve o maior número de citações na categoria "Antropologia" a cada ano há mais de uma década.

## Anuário de Antropologia Física
O Anuário de Antropologia Física é um suplemento anual revisado por pares do American Journal of Physical Anthropology. Ele fornece "uma cobertura ampla, mas completa, dos desenvolvimentos dentro da disciplina" da antropologia física.

## Editores anteriores
- 1918-1942 Aleš Hrdlička
- 1943-1949 T. Dale Stewart
- 1949-1954 William W. Howells
- 1955-1957 Sherwood L. Washburn
- 1958-1963 William S. Laughlin
- 1964-1969 Frederick S. Hulse
- 1970-1977 William S. Pollitzer
- 1977-1983 Francis E. Johnston
- 1983-1989 William A. Stini
- 1989-1995 Matt Cartmill
- 1995-2001 Emőke J.E. Szathmáry
- 2001-2007 Clark Spencer Larsen
- 2007-2013 Christopher B. Ruff